# Jorge, um Brasileiro
Jorge, um Brasileiro é um filme brasileiro de 1988, do gênero drama, dirigido por Paulo Thiago, e com roteiro baseado no romance homônimo de Oswaldo França Júnior.
O filme teve um milhão de espectadores nos cinemas do Brasil em 1988.
A canção Jorge, um brasileiro, de autoria de Túlio Mourão e Ronaldo Bastos, foi interpretada por Milton Nascimento.

## Sinopse
O filme apresenta o universo dos caminhoneiros que atravessam o país para chegar aos destinos mais distantes, e Jorge é um deles. Depois de brigar com a sua companheira Sandra, ele sai para mais uma viagem, e relembra os fatos mais marcantes de sua vida, suas aventuras e os amigos da estrada.
Uma característica forte foram críticas a situação dos caminhoneiros que circulam, as condições das rodovias e as infraestruturas Brasileiras precárias. Mostram ainda aspectos importantes e relevantes referentes a acidentes constantes que ocorrem nas rodovias brasileiras e da impunidade. Mostra ainda lado referente a reforma agrária e protestos que afetam diretamente o povo Brasileiro.

## Elenco
- Carlos Alberto Riccelli.... Jorge
- Glória Pires.... Sandra
- Dean Stockwell.... Mário
- Denise Dumont.... Fernanda
- Antônio Grassi.... Fefeu
- Roberto Bonfim.... Altair
- Fábio Junqueira.... Fábio
- Paulo Castelli.... Toledo
- Imara Reis.... Helena
- Denise Bandeira.... Olga
- Jackson de Souza.... Oliveira
- Waldir Onofre.... Telmo
- Odilon Wagner.... faz a voz de Mário
- Rodrigo Santiago